# Lengyel András (irodalomtörténész)
Lengyel András (szignó: L.A.; Békéscsaba, 1950. április 2. –) irodalomtörténész, muzeológus, Szeged művelődéstörténésze. Kutatási területei a magyar irodalomtörténet, eszmetörténet, művelődéstörténet, helytörténet.

## Életpályája
Általános és középiskolai tanulmányait Békéscsabán végezte, a Rózsa Ferenc Gimnáziumban érettségizett 1968-ban. Felsőfokú tanulmányokat Szegeden folytatott a Juhász Gyula Tanárképző Főiskolán, magyar-történelem szakon, 1969-1973 között.
Főiskolai hallgatóként publikálta első tanulmányát "Veres Péter pályakezdéséről" (Alföld, 1971. 6. szám), majd a következőt az Irodalomtörténet 1973. évi 2. számának vezető helyén "A fiatal Révai "etikus" nézeteiről".
Első munkahelye a József Attila Tudományegyetem Központi Könyvtára (Szeged, Dugonics tér 13.) volt, ahol a Különgyűjtemények Osztályára került, a hírlapok, a folyóiratok, az iskolai értesítők és a kéziratok világába. Közeli munkakapcsolatot ápolt az Egyetemi Gyűjtemény munkatársaival is, akik az aktuális egyetemi oktatók, kutatók tudományos munkáiból készítenek bibliográfiát. Rendkívüli jó memóriával megáldott ember mind a mai napig. Fiatal, kezdő diplomásként szinte pillanatok alatt felmérte a terepet, az értékes régi magyar hírlapokat és hetilapokat, szakfolyóiratokat kezdte megismerni kívül-belül, a kézirattárból nem kellett írott katalógust készítenie, Márki Sándor, Móra Ferenc és a többiek hagyatékait megismerte, tanulmányozta.
Nagyon érdekelte a szegedi irodalom, a néprajz, a régészet, a szegedi intézmények története, a tudós tanárok élete és munkássága, s mindenek fölött a szépirodalom, a Szegedhez kötődő vagy Szegedhez is kötődő szépírók, irodalomtörténészek élete, munkássága. Lengyel Andrást csak a kutatás érdekelte, karrierjének építésével semmit nem törődött, mintegy kötelező feladatként végezte el az ELTE könyvtár-szakot (az 1973/74-es tanévben), amelyen nagy figyelmet szentelt ő a kiadás- és nyomdatörténetnek. Ilia Mihály tanár úr biztatására egyetemi diplomát szerzett történelemből (1975-1978), majd már a múzeumból szintén Ilia tanár úr biztatására egyetemi doktorátust tett 1984-ben.
Lengyel András a József Attila Tudományegyetem Központi Könyvtárban 1973-1980 között dolgozott. Ezen időszakban alapított családot, született két fiú gyermeke (Csaba és András), s veszítette el korán szívbeteg édesapját.
Lengyel András már egyetemi könyvtári működése idején is minden évben rendszeresen jelentetett meg tudományos közleményeket. Első nagy lélegzetű munkája keretében Móra Ferenc Egyetemi Könyvtárban található kiadatlan kéziratait rendezte sajtó alá, amelyet aztán az Egyetemi Könyvtár saját újraindított szakfolyóiratának első évfolyamában jelentetett meg. Másik nagy szabású kiadványa Móra Ferenc leveleinek közreadása volt, amelyet a Magyar Tudományos Akadémia Könyvtára, nemzeti könyvtárunk, az Országos Széchényi Könyvtár és a Petőfi Irodalmi Múzeum anyagából rendezett sajtó alá Kőhegyi Mihállyal.
1980-ban átment irodalomtörténész muzeológusnak a Móra Ferenc Múzeumba, ahol csak úgy pezsgett a tudományos élet Trogmayer Ottó, majd Vörös Gabriella, majd Zombori István igazgatása alatt. Folytak és folynak az ásatások, létrehozták Ópusztaszeren a Nemzeti Történeti Emlékparkot 1982-ben. Kedvezett a légkör a 20. századi nemzeti és a helytörténeti irodalmi kutatásoknak is, valójában ekkor kaptak lendületet Lengyel András művelődéstörténeti, helytörténeti és főleg az irodalmi életre vonatkozó munkálatai. Könyvbemutatókat, előadásokat tartott és tart Szeged és vidékén, de Budapesten a Magyar Tudományos Akadémián is. Az egész Kárpát-medence magyar művelődésének Szegeden és Szeged tágabb környezetében összefutó szálait elénk tárja, kibontja. Értékes kötetekkel, számos tudományos közleménnyel, szerkesztett kötetekkel, tanulmánykötetekhez írt bevezetőkkel gazdagította és gazdagítja a szegedi és a magyar kulturális hagyomány megismerését.
Az Egyetemi Könyvtárban, s a Móra Ferenc Múzeumban vált Lengyel András kitűnő kortárs kutató társává Péter Lászlónak, Apró Ferencnek, az irodalom terén az ő figyelme is kiterjedt a külföldön élő magyar írókra Ilia Mihály nyomán és vele együtt. 1987-88-ban a Tiszatáj főszerkesztő-helyetteseként együtt dolgozott a folyóirat „láthatatlan” szerkesztőjével is, Ilia Mihállyal. Számos esetben közvetlenül is együttműködtek, pl. Péter László szerkesztette az MTA által közreadott háromkötetes Új magyar irodalmi lexikont, melynek lektorálásában Lengyel András is részt vett.
Tudományos közleményeinek száma eléri a félezret, ezen közlemények csak részben kerültek be később kötetekbe. Saját intézményének kiadványain kívül is rangos szakmai folyóiratok tették közzé (például Irodalomtörténet; ItK; Kortárs; Életünk; Korunk, Szeged : a város folyóirata; Tiszatáj, Műhely; Pompeji : művészet, történelem, bölcselet; A Dugonics Társaság évkönyve; Alföld; Forrás, Új Forrás, Holmi, Tekintet; Kalligram; Híd stb.) írásait, de ha nem volt más lehetőség, közzétette írásait országos-, megyei és városi napilapokban. Az adatolás, az eredeti forrásokra való hivatkozás nála mindig megbízható éppen úgy mint pl. Péter László vagy Apró Ferenc írásaiban.
Tudományos munkáinak bibliográfiáját Bíró-Balogh Tamás állította össze, 615 tétel névmutatóval ellátva, 2011-ben adták közre Szegeden a Múzeumi Tudományért Alapítvány támogatásával.

## Kötetei
- A Szegedi Fiatalok dudari falu tanulmányozása. Szeged : Móra Ferenc Múzeum, 1985. 36 p. ; ISSN 0237-2711 (Ser. Szeged Művelődéstörténetéből, 0237-2711 ; 2.)
- Szerb Antal magántanári habitációja (1934-1937). Szeged : Szegedi Nyomda, 1988. 48 p. (Ser. Szeged művelődéstörténetéből 0237-2711 ; 5.)
- Egy nagy magyar fotográfus: Müller Miklós. Orosháza : Orosháza és Vidéke ÁFÉSZ : Petőfi Sándor Művelődési Központ, 1989. [46] p., 31 t.fol. ill. ISBN 963-02-7050-1
- Törésvonalak : Tanulmányok az 1919 utáni negyedszázad művelődéstörténetéhez. [Közread.. a Tekintet Alapítvány.[3]] Budapest : Tekintet Kv., 1990. 199 p. ISBN 963-04-0332-3
- Útkeresések : Irodalom- és művelődéstörténeti tanulmányok.[4] Budapest : Magvető, 1990. 493 p. ISBN 963-14-1683-6
- Utak és csapdák : irodalom- és művelődéstörténeti tanulmányok[5] / [Közread. a Tekintet Alapítvány] Budapest : Tekintet, 1994. 312 p. ISBN 963-04-4157-8
- A modernitás antinómiái : József Attila-tanulmányok. [Közread. a Tekintet Alapítvány]. Budapest : Tekintet, 1996. 272 p. ISBN 963-04-6659-7
- "Közkatonái a tollnak..." : vázlatok Szeged sajtótörténetéhez.[6] Szeged : Bába Kiadó, 1999. 494 p. (Ser.Tisza hangja 1418-9607:31.) ISBN 963-9144-42-8
- Játék és valóság közt : Kosztolányi-tanulmányok. Szeged : Tiszatáj Alapítvány, 2000. 241 p. (Ser. Tiszatáj könyvek 1417-314X) ISBN 963-8496-10-X
- "... gondja kél a gondolatban" : az értekező József Attiláról. Szeged : Tiszatáj, 2005. 273 p. (Ser. Tiszatáj könyvek, 1417-314X) ISBN 963-8496-41-X
- A "másik" Móra. Szeged : Bába Kiadó, 2005. 155 p. ill. ISBN 963-7337-18-0
- A törvény és az üdv metszéspontjában : tanulmányok Németh Andorról. Budapest : Nap K., 2007. 289 p. (Ser. Magyar esszék 1589-6102) ISBN 978-963-9658-39-4
- Íróportrék : szegedi írók – írók Szegeden / Dömötör Mihály fotói ; [szöveg Lengyel András] Szeged : Móra Ferenc Múzeum, 2008. [58] p. : ill. ISBN 978-963-9804-20-3
- József Attiláról : életrajzi "aprólék". Szeged : Bába Kiadó, 2008. 291 p. ill. ISBN 978 963 9717 93 0
- A mindennapok szemüvegkészítői : sajtótörténeti tanulmányok / Lengyel András. Budapest : Nap Kiadó, 2013. 383 p. ill. ISBN 978-963-332-018-1[7]
- Az "esthajnali csillag". Vázlatok és adatok Cholnoky Viktorról; Nap, Bp., 2015 (Magyar esszék)
- Ellenkultúra, peremhelyzetben. Marginalitástörténeti vázlatok; Tiszatáj Alapítvány, Szeged, 2016 (Tiszatáj könyvek)
- Tömörkény-tanulmányok; Tiszatáj Alapítvány, Szeged, 2019 (Tiszatáj könyvek)
- Ignotus Hugó-tanulmányok. Modernizáció a pallérozódás és a barbarizálódás sodrában; Múlt és Jövő, Bp., 2020

## Szerkesztései
- A szegedi egyetemi könyvtár Móra-kéziratai : katalógus és szövegközlés. Dissertationes ex Bibliotheca Universitatis de Attila József Nominatae. – 1.1976. 73 p.
- Móra Ferenc levelezéséből : az MTA Könyvtára, az OSZK és a Petőfi Irodalmi Múzeum anyaga. Kőhegyi Mihállyal. Kecskemét : Bács-Kiskun megyei Múzeumigazgatóság, 1979. XVIII, 297 p., 9 t. SBN 963 017 60 92
- Dudar 1937 / [szerk. Lengyel András, Simon János] Budapest : OKK, 1986. 220 p. : ill., kották. (Ser. Szociográfiai munkafüzetek) ISBN 963-651-324-4
- Múzeumi kutatások Csongrád megyében. Szeged : Móra Ferenc Múzeum, 1993. 208 p., [4] t. ill.
- Tasi József: Szilánkok : válogatott cikkek, tanulmányok / szerk. Lengyel András ; [közread. a] Petőfi Irodalmi Múzeum. Budapest : PIM, 2002. 292 p. ill. ISBN 963-9401-09-9
- Perkátai László összegyűjtött írásai / közzéteszi Lengyel András. Szeged : Bába Kiadó, 2002. 2 db.
- Milyen volt. In memoriam Juhász Gyula; vál. szerk., összeáll. Lengyel András; Nap, Bp., 2009 (In memoriam) ISBN 978-963-9658-10-3
- Juhász Gyula könyvtára. Kísérlet a rekonstrukcióra; összeáll. Lengyel András; Pytheas, Bp., 2015
- Irodalom és modernizáció, kollíziós szerkezetben. Fragmentumok és vázlatok; Quintus, Szeged, 2017

## Társasági tagság
- Szegedért Alapítvány Művészeti Kuratóriuma
- Magyar Irodalomtörténeti Társaság (elnökségi tag)
- MTA Könyv- és Sajtótörténeti Munkabizottság

## Köszöntése
60. születésnapja alkalmából a Móra Ferenc Múzeumban lapot adtak ki és ünnepséget rendeztek tiszteletére. Ugyanebben az időszakban, 60. életévének betöltésével összefüggésben saját elhatározásából vonult nyugdíjba, természetesen otthonában és Fekete házbeli dolgozó szobájában folytatja a kutató munkát s minden bizonnyal kiváló előadásait is hallgathatjuk még irodalmi, művelődéstörténeti esteken.

## Díjak, elismerések
- Déry Tibor-díj (1997)
- Tömörkény-díj (1997)
- Arany János-jutalom (2002)
- Csongrád Megyei Önkormányzat Alkotói Díja (2009)
- Komlós Aladár-díj (2014. január 16.)